# غريسيانا لويس
غريسيانا لويس (بالإنجليزية: Graceanna Lewis)‏ (3 أغسطس عام 1821- 25 فبراير عام 1912)، كانت عالمة تاريخ طبيعي ورسّامةً ومصلحةً اجتماعيةً أميركية الجنسية. خُلّدت لويس كإحدى العالمات الأمريكيات الرائدات في مجال علم الطيور، وكإحدى الناشطات في الحركات المناهضة للعبودية وحركة الاعتدال وحركات المطالبة بحق النساء في التصويت.

## سيرتها الذاتية

### سنواتها المبكّرة
وُلدت غريسيانا لويس في 3 أغسطس من عام 1821 في مزرعةٍ قريبةٍ من بلدة ويست فينسنت في مقاطعة تيشستر بولاية بنسلفانيا. كانت لويس الابنة الثانية من بنات جون لويس وزوجته إستر فوسيل الأربعة، إذ كان والدها مزارعاً تابعاً لجمعية الأصدقاء الدينية. كان أحد أجدادها صديق وليام بن، إذ هاجر من جنوب ويلز إلى إقليم بنسلفانيا الجديد في عام 1682.
تُوّفي والد غريسيانا عندما كانت في الثالثة من عمرها فحسب، ولذلك ربّتها والدتها بمفردها. عملت والدتها معلّمة في إحدى المدارس، مما عزّز لدى غريسيانا شغفها العميق بالعلوم. علاوة على ذلك، قدّمت لها والدتها نموذجاً يُحتذى به كناشطة اجتماعية، إذ فتحت منزلها أمام العبيد الهاربين خلال مشاركتها في حركة «طريق السكك الحديدية تحت الأرض نحو الحرّية» في كندا. لم تغلق غريسيانا أبواب منزلها في وجههم بعد وفاة والدتها، بل وفّرت سرّاً مكاناً للمبيت لما يقارب 11 عبداً هارباً في آن واحد.
التحقت لويس بمدرسة كيمبرتون الداخلية للبنات في بلدة كيمبترون المجاورة في بنسلفانيا. تلّقت غريسيانا فيها تعليماً في العديد من العلوم الطبيعية، مثل علم الفلك وعلم النبات والكيمياء وعلم الحيوان. أظهرت لويس كفاءةً كبيرةً كرسّامة للمواضيع الطبيعية. مارست لويس مهنة التدريس بعد انتهاءها من دراستها في عام 1842، إذ كان التدريس واحداً من مجالات العمل القليلة المفتوحة أمام النساء المتعلّمات حينها. شغلت لويس منصب مدرسّة لعلم النبات والكيمياء في إحدى المدارس الداخلية في مدينة يورك بولاية بنسلفانيا.

### محاولاتها العلمية
انتقلت لويس إلى ولاية فيلادلفيا خلال خمسينيات القرن التاسع عشر، إذ عملت مباشرةً مع دائرة صغيرة من التابعين لجمعية الأصدقاء الدينية الذين نشطوا في العلوم الطبيعية. التقت لويس بجون كاسين الذي كان أحد علماء الطيور الرائدين في أمريكا وأحد المسؤولين عن أكاديمية فيلادلفيا للعلوم الطبيعية. درست لويس علم الطيور في مستوى متقدّم عام 1867 تحت وصاية جون كاسين، إذ استمرّت دراستها ما يقارب نصف عقد من الزمن. كرّم كاسين تلميذته في عام 1867، وسمّى طائر الأوريول ذو الحواف البيضاء تيمّناً باسمها «لكتيروس غريسيانا».
بدأت لويس مسيرتها بإعطاء المحاضرات الخاصة في مجال علم الطيور في منتصف ستينيات القرن التاسع عشر بولاية فيلادلفيا. وسّعت لويس ميادين اهتماماتها وخبراتها خلال حياتها فعزّزت معرفتها بعلم التاريخ الطبيعي الواسع، بما في ذلك النباتات والحيوانات والمعادن.
نشرت لويس كتابها «التاريخ الطبيعي للطيور» في عام 1868 ليكون أوّل كتاب في مجموعتها المرتقبة من الكتب الرائعة. لم تتمكن لويس من الحصول على فرصة عمل كمدرّسة في هذا المجال بسبب وفاة راعيها كاسين المؤسفة في عام 1869، ما أعادها خطوة إلى الوراء في مسيرتها.
وقف الناشرون في وجه خطط لويس العظيمة، إذ اعتبروا أفكارها في غاية التعقيد بالنسبة للجمهور العادي وعلى درجة غير كافية من التقدّم بما يتناسب مع المجتمع العلمي. انتقدت لويس نظرية تشارلز داروين للتطوّر معظم حياتها وافترضت بأن الله هو المسؤول عن خلق هذا الكون المعقّد والمنظّم، ويُعزى السبب في ذلك إلى نشأتها الدينية الورعة. بدأت لويس بتقبّل بعض الأفكار التطورية في تسعينيات القرن التاسع عشر، لكنّها لم تتخلّ عن إيمانها بأن هذه العملية جزء لا يتجزأ من نظام الألوهة العظيم. رفضت لويس تحديداً فكرة داروين المتمثّلة بكون الاختلاف العشوائي جزءًا من العملية المسبّبة للانتقاء الطبيعي، إذ ادّعت بأن التطور عملية موجّهة إلهياً بهدف الوصول إلى كمال الأنواع المخلوقة غيبياً.
أُجبرت لويس على كسب لقمة عيشها من خلال إلقاء المحاضرات الشعبية حول الطبيعة والعمل كرسّامة علمية مستقلّة، وذلك بسبب إصرارها على الحتمية الإلهية وعدم إتمامها لتعليمها العالي. قبلت لويس منصباً تدريسياً لعام واحد في مدرسة أصدقاء فيلادلفيا في عام 1870 لأن دخلها لم يكن مستقراً في أحسن الأحوال.
باعت لويس أراضي عائلتها عام 1871، واستخدمت المال في تمويل المزيد من بحوثها. صوّرت لويس مجموعةً من المخطّطات التوضيحية حول العلاقة بين المملكات النباتية والحيوانية، لكنها لم تستطع اللحاق بركب تدفّق المعلومات السريع ولم ترغب في نشر مخطّطاها إلا بعد إتمامها، وبذلك لم تر مشاريعها هذه النور.
ألقت لويس محاضرتين في كلية فاسار بين عامي 1874 و1879. تقدّمت بطلبٍ للحصول على عددٍ من المناصب الأكاديمية في تلك الفترة، بما فيها منصب أستاذية شاغرٍ في مجال التاريخ الطبيعي في كلية فاسار. رُفض طلب لويس بسبب افتقارها للتعليم الرسمي ما بعد المرحلة الثانوية وبسبب التمييز الجنسي السائد في الأوساط الأكاديمية. عادت لويس إلى مهنتها في التدريس ضمن المستويات الأدنى، فعملت كمدرّسة في مدرسة للبنات في قرية كليفتون سبرينغز بولاية نيويورك بين عامي 1883 و1885.
تلقّت لويس عمولةً لرسم مجموعة مؤلّفة من 50 رسمةً بالألوان المائية لتجسيد أوراق الأشجار في عام 1893، ثمّ عُرضت هذه الرسوم في معرض كولومبيان العالمي في ولاية شيكاغو. تكلّلت أعمال لويس بالنجاح وعُرضت مجموعة من لوحاتها مجدداً في معرض البلدان الأمريكية لعام 1901 في مدينة بوفالو بولاية نيويورك وفي معرض لويزيانا للاقتناء في سانت لويس.
كانت لويس عضواً في أكاديمية العلوم الطبيعية في فيلادلفيا وفي معهد مقاطعة ديلاوير للعلوم.

### معتقداها الاجتماعية
نشطت لويس في العديد من الحركات الاجتماعية في يومها، بما في ذلك عملها المباشر في مناهضة العبودية في الشبكة السرية التي ساعدت العبيد الأمريكيين الإفريقيين أثناء فرارهم إلى الحرية في السنوات التي سبقت الحرب الأهلية الأمريكية. دعت لويس طوال حياتها إلى السلام بسبب معتقداتها الدينية المتوافقة مع معتقدات جمعية الأصدقاء الدينية. نشطت لويس أيضاً في حركة حظر المشروبات الكحولية في الولايات المتحدة، إذ شغلت منصب سكرتيرة الاتحاد النسائي للمطالبة بالاعتدال المسيحي في بلدة ميديا بولاية بنسلفانيا، وعملت كمفوّضة المنظمة للإشراف على الاعتدال العلمي في مقاطعة ديلاوير.
نشطت لويس أيضاً في حركة المطالبة بحق النساء في التصويت.

### وفاتها وإرثها
أمضت غريسيانا لويس عقودها الأخيرة في مسقط رأسها في بلدة ميديا، بنسلفانيا، برفقة ابن أختها الفنان تشارلز لويس فوسيل. تُوّفيت في 25 فبراير من عام 1912 جرّاء سكتة دماغية عن عمر يناهز 90 عاماً.
بقيت مستندات لويس جزءًا من مجموعة مستندات لويس فوسيل العائلية، وذلك في كلية سوارثمور في بلدة سوارثمور في ولاية بنسلفانيا. تشمل هذه الموجودات من المحفوظات مستندات لويس ورسوماتها المتعلّقة بالعلوم الطبيعية، إضافةً إلى مخطوطة غير منشورة لمذكّراتها حول حركة «طريق السكك الحديدية تحت الأرض نحو الحرّية».